# Astragalus coronilla
Astragalus coronilla är en ärtväxtart som beskrevs av Aleksandr Andrejevitj Bunge. Astragalus coronilla ingår i släktet vedlar, och familjen ärtväxter. Inga underarter finns listade i Catalogue of Life.